# مايك فاريل (متسابق دراجات نارية)
مايك فاريل (بالإنجليزية: Mike Farrell)‏ هو متسابق دراجات نارية أسترالي، ولد في 20 أبريل 1955 في بريزبان في أستراليا.